# Ciudad Real–Badajoz-vasútvonal
A Ciudad Real–Badajoz-vasútvonal egy 1668 mm-es nyomtávolságú, egyvágányú, nem villamosított, 337,3 km hosszúságú vasútvonal Spanyolországban Ciudad Real és Badajoz között.  Maximális sebessége a vonatoknak 200 km/h.
Tulajdonosa az ADIF, a járatokat az RENFE üzemelteti. Vonalszáma az 520-as.
Ez a vasútvonal a legfontosabb nemzetközi vasúti kapcsolat Portugália felé Spanyolország felől. Kiváltására épül a Madrid–Lisszabon nagysebességű vasútvonal, mely a menetidőt jelentősen lerövidíti majd a két főváros között.